# Adoniran Barbosa
João Rubinato, művésznevén Adoniran Barbosa (Valinhos, 1910. augusztus 6. – 1982. november 23.) brazil énekes, gitáros. Őt tekintik a samba paulista „atyjának”.[forrás?]

## Kompozíciók
"Malvina", 1951
"Saudosa maloca", 1951
"Joga a chave", with Osvaldo Moles 1952
"Samba do Arnesto", 1953
"Pra que chorar", with Matilde de Lutiis
"A garoa vem descendo", with Matilde de Lutiis
"As mariposas", 1955
"Iracema", 1956
"Apaga o fogo Mané", 1956
"Um Samba no Bexiga", 1957
"Bom-dia tristeza", 1958
"Abrigo de vagabundo", 1959
"No morro da Casa Verde", 1959
"Prova de carinho", 1960
"Tiro ao Álvaro", with Osvaldo Moles 1960
"Luz da light", 1964
"Trem das Onze", 1964
"Agüenta a mão", 1965
"Samba Italiano", 1965
"Tocar na banda", 1965
"Pafunça", with Osvaldo Moles 1965
"O casamento do Moacir", 1967
"Mulher, patrão e cachaça", 1968
"Vila Esperança", 1968
"Despejo na favela", 1969
"Fica mais um pouco, amor", 1975
"Acende o candieiro", 1972
"Uma Simples Margarida" ("Samba do Metrô")
"Já Fui uma Brasa"
"Rua dos Gusmões"